# 포스코대로
포스코대로(Posco-daero)는 대한민국 경상북도 포항시 남구 지곡동에서 해도동을 거쳐 형산교거리까지 연결하는 도로이다.

## 노선 경로
- 미상 / 지곡로212번길(교차지점)
- 이동사거리 / 희망대로(교차지점)
- 미상 / 대이로(교차지점)
- 방장산터널
- 이동고가차도
- 에스포항병원앞 / 국도 제7호선 새천년대로(교차지점)
- 이동고가차도
- 5호광장사거리 / 중흥로(교차지점)
- 상공회의소앞사거리 / 상공로(교차지점)
- 미상 / 문예로(교차지점)
- 형산교차로 / 동해안로와 직결 / 중앙로(시작지점), 희망대로(교차지점), 형산강북로(끝지점)

## 주요 건물 및 시설
| 표기 | 건물명           | 도로명주소                                       |
| ---- | ---------------- | ------------------------------------------------ |
| 홀수 | 온천포항건강랜드 | 경상북도 포항시 남구 포스코대로 51 (이동)        |
| 홀수 | 이동초등학교     | 경상북도 포항시 남구 포스코대로 147-10 (대잠동)  |
| 짝수 | 에스포항병원     | 경상북도 포항시 북구 포스코대로 246 (죽도동)     |
| 짝수 | MP SQUARE 빌딩   | 경상북도 포항시 북구 포스코대로 310 (죽도동)     |
| 홀수 | 포항세명기독병원 | 경상북도 포항시 남구 포스코대로 351·355 (대도동) |

## 같이 보기
- 포스코